# زرقاي

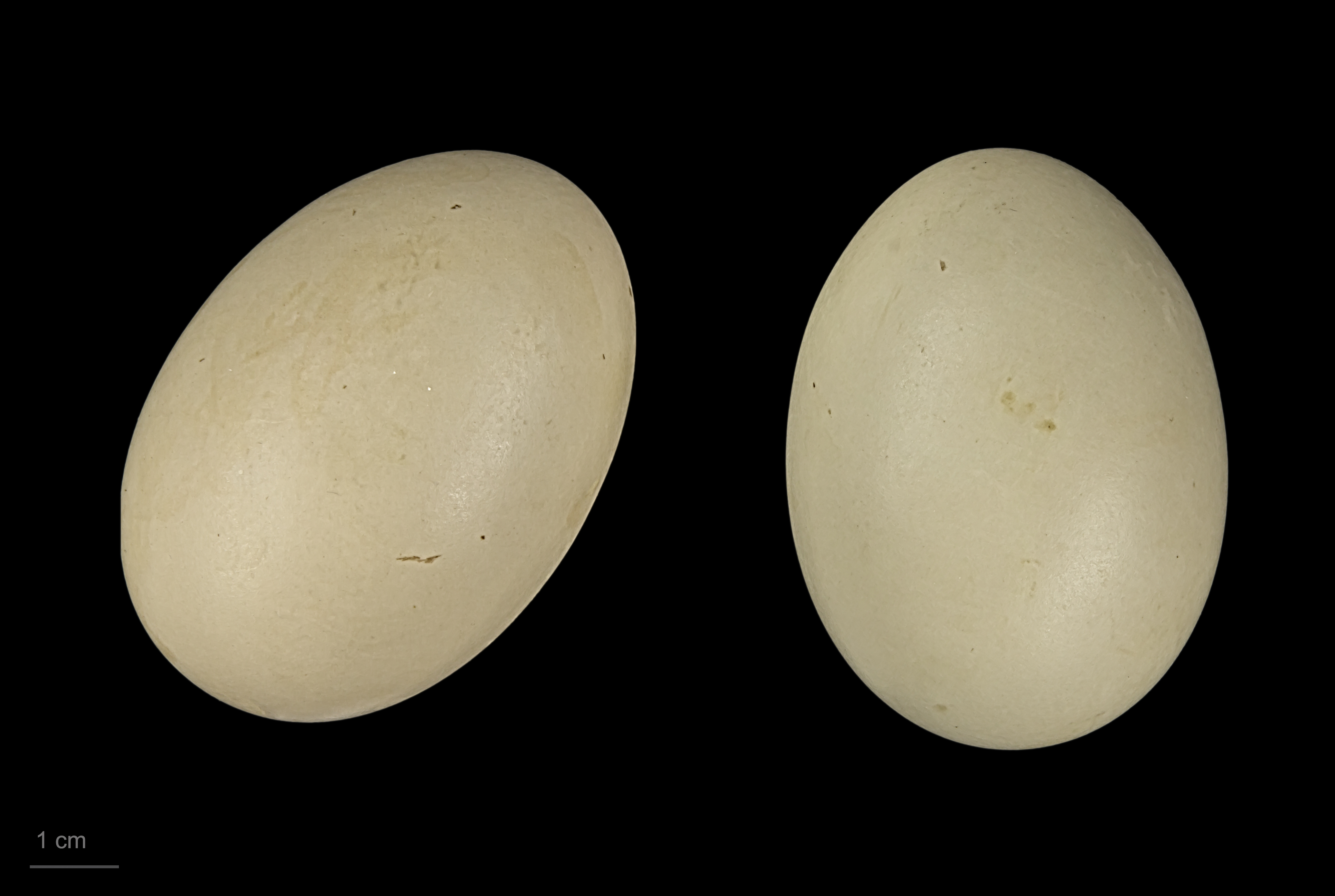
Aythya fuligula

زرقاي أو بط أبو خصلة (الاسم العلمي: Aythya  fuligula) (بالإنجليزية: Tufted  Duck)‏ هو طائر ينتمي إلى إوزيات (فصيلة: Anatidae).